# شتندال
اشتندل (بالألمانية: Stendal) هي بلدة ألمانية تقع في ألمانيا في ساكسونيا أنهالت. يقدر عدد سكانها بـ 43,388 نسمة .

## المدن التوأمة
مدن بولافي، لمغو، سفيتافي و غرونوبل هي مدن توأمة لـاشتندل.

## أعلام
- ألبرشت الأول
- يواكيم الأول
- يوهان يواخيم فينكلمان
- باول ليمان
- هاينريش إيرلر
- لودويغ توريك
- كريستوفر لامبريخت
- يوخن بورشرت